# البنك المركزي الأذربيجاني
البنك المركزي الأذربيجاني (CBA)، (بالأذرية: Azərbaycan Respublikasının Mərkəzi Bankı)‏ هو البنك المركزي لجمهورية أذربيجان. يقع المقر الرئيسي للبنك في العاصمة باكو. تأسس البنك الوطني لجمهورية أذربيجان بمرسوم من رئيس جمهورية أذربيجان بشأن إنشاء البنك الوطني لجمهورية أذربيجان بتاريخ 11 فبراير 1992. تم تغيير اسم البنك الوطني لجمهورية أذربيجان إلى «البنك المركزي لجمهورية أذربيجان» عند سن قانون الاستفتاء لجمهورية أذربيجان بشأن «إجراء إضافات وتعديلات على دستور جمهورية أذربيجان» بتاريخ 18 مارس 2009.
يحدد قانون جمهورية أذربيجان الأوضاع والأهداف والوظائف والسلطات، بالإضافة إلى الهيكل الإداري والتنظيمي للبنك المركزي لجمهورية أذربيجان والعلاقات مع السلطات العامة والأشخاص الآخرين مثل البنك المركزي للدولة. «على البنك المركزي لجمهورية أذربيجان» مؤرخ في 10 ديسمبر 2004. تم تحديد الوظيفة الاستثنائية للبنك المركزي لإصدار العملة الوطنية للبلاد في دستور جمهورية أذربيجان. يسترشد البنك المركزي أيضًا بالقوانين التشريعية الأخرى لجمهورية أذربيجان والمعاهدات الدولية التي أبرمتها جمهورية أذربيجان.

## الأهداف والوظائف
يتمثل الهدف الرئيسي للبنك المركزي في الحفاظ على استقرار الأسعار داخل سلطاته المنصوص عليها في قانون جمهورية أذربيجان «بشأن البنك المركزي لجمهورية أذربيجان» بتاريخ 10 ديسمبر 2004.
تتمثل أهداف البنك المركزي أيضًا في تنظيم وضمان عمليات أنظمة الدفع المركزية بين البنوك وغيرها من أنظمة الدفع غير المرخصة، فضلاً عن دعم استقرار النظام المصرفي. تحقيق الربح ليس هو الهدف الرئيسي للبنك المركزي.
لتحقيق أهدافه البنك المركزي:
- يدير سياسة النقد والعملات الأجنبية.
- ينظم تداول النقد.
- يحدد سعر الصرف الرسمي لمانات.
- ينظم ويتحكم في العملات الأجنبية.
- يدير احتياطيات الذهب والعملات الأجنبية.
- تطور ميزان المدفوعات.
- تطوير إحصاءات الديون الخارجية الموحدة (العامة وغير الحكومية) وميزان الاستثمار الدولي.
- ينظم وينظم أنظمة الدفع.

## الهيكل والإدارة
يشمل الهيكل التنظيمي للبنك المركزي مجلس الإدارة والهيئة الإدارية المركزية والمكاتب الإقليمية. تشمل الهيئة الإدارية المركزية وحدة التدقيق الداخلي، بالإضافة إلى الوحدات الهيكلية الأخرى التي يحددها مجلس الإدارة. تعمل جميع الوحدات والهيئات الهيكلية، المدرجة في الجهاز الإداري المركزي للبنك المركزي، وفقًا للنظام الأساسي المعتمد من مجلس الإدارة.
يخضع البنك المركزي لمجلس الإدارة.
وفقًا لدستور جمهورية أذربيجان، يتم تعيين أعضاء مجلس الإدارة من قبل مجلس الملي (البرلمان الوطني) بجمهورية أذربيجان بناءً على عرض من رئيس جمهورية أذربيجان، بينما يتم تعيين محافظ ونائب محافظ البنك المركزي. يعينه رئيس جمهورية أذربيجان من بين أعضاء مجلس الإدارة.
يحكم رئيس مجلس الإدارة في البنك المركزي الهيكل التنفيذي للبنك ويرأس مجلس الإدارة، ويمثل البنك المركزي، ويفصل بين الواجبات والمسؤوليات بين الإدارة العليا ويعالج القضايا التي لا تدخل في اختصاص مجلس الإدارة وفقًا لقانون جمهورية أذربيجان «على البنك المركزي لجمهورية أذربيجان».
يضطلع البنك المركزي بوظائفه في جميع أنحاء البلاد من خلال مكاتبه الإقليمية. هناك ستة مكاتب فرعية للبنك المركزي في جميع أنحاء البلاد: مكتب جمهورية ناخشيفان المتمتع بالحكم الذاتي في البنك المركزي؛ مكاتب إقليمية؛ مراكز يفلخ وسومجيت الاحتياطي.

## روابط خارجية
- البنك المركزي الأذربيجاني

(بالأذرية)
(بالإنجليزية)